# Royal Knokke FC
Royal Knokke Football Club w skrócie Royal Knokke FC – belgijski klub piłkarski, grający w trzeciej lidze belgijskiej, mający siedzibę w mieście Knokke.

## Historia
Klub został założony w 1905 roku jako Knokke Football Club. W 1930 roku zmienił nazwę na Royal Knokke Football Club. W swojej historii klub spędził dwa sezony w drugiej lidze belgijskiej, w której grał latach 1931-1933. Spędził też 16 sezonów na poziomie trzeciej ligi. Gra w niej ponownie od 2020 roku.

## Stadion
Domowe mecze klub rozgrywa na stadionie o nazwie Olivierstadion, położonym w mieście Knokke. Stadion może pomieścić 3000 widzów.

## Reprezentanci kraju grający w klubie
Stan na listopad 2021
| - Tom De Sutter - Peter Van der Heyden - Sven Vermant - Kenneth Brylle | - Koffi Mbeah - Sébastien Siani - Zakari Junior Lambo |